# 多晶硅
多晶硅，是由细小的单晶硅构成的材料。它不同于用于电子和太阳能电池的单晶硅，也不同于用于薄膜设备和太阳能电池的非晶硅。

## 单晶硅和多晶硅
在单晶硅中，晶体框架结构是均匀的，能够由外部均匀的外貌来辨识。在单晶硅（也称单晶）中，整个样品的晶格连续不间断，且没有晶界。大的单晶在自然界中是极其罕见的，并且也难以在实验室中制造（见重结晶）。相比之下，原子在无定形结构中的位置被限制为短程有序。
多晶和次晶相（见多晶体）由数量众多的小晶体或者微晶构成。多晶硅是一种由许多的较小硅晶构成的材料。多晶体晶胞可由一种可见的“片状金属效应”来识别纹理。半导体级（也包括太阳能级）多晶硅被转换为“单晶”硅——意味着在“多晶硅”中随机联接的晶体转变成了一个大的“单晶”。单晶硅被用于制造大多数硅基微电子设备。多晶硅能够达到99.9999%纯度。超纯多晶硅也应用在半导体工业里，比如2至3米长的多晶硅棒。在微电子业（半导体产业），多晶硅在宏观尺度和微观尺度（组分）皆有应用。单晶硅的生长工艺包括柴可拉斯基法、区熔和布里奇曼法。

## 生产商
主要的多晶硅生产商有Hemlock Semiconductor、OCI、瓦克集团（Wacker Chemie）、保利協鑫能源、REC、LDK Solar、MEMC，以及一些比较小的生产商。排在前面的7家公司2010年产量超过全球多晶硅产量的79.2%。